# Leszek Czarnecki

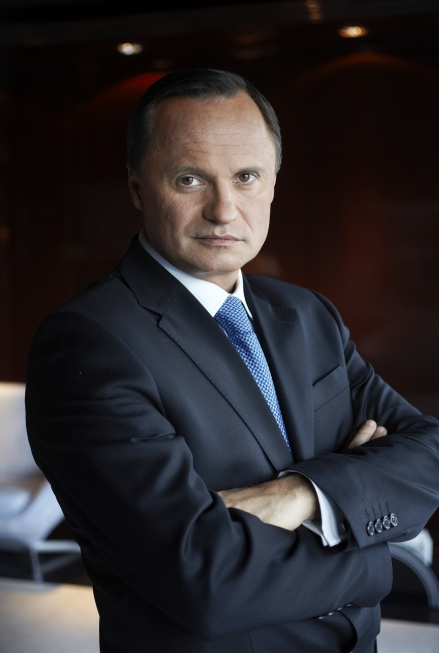
Leszek Czarnecki

Leszek Janusz Czarnecki (* 9. Mai 1962 in Breslau) ist ein polnischer Ingenieur, Wirtschaftswissenschaftler und Bankier. Er galt mit einem Vermögen von 6,3 Mrd. Złoty als einer der reichsten Polen.

## Lebenslauf
Leszek Czarnecki besuchte das Gymnasium Nr. III in Breslau. Noch als Schüler wurde er IM („Ernest“) des Staatssicherheitsdienstes der Volksrepublik Polen, Służba Bezpieczeństwa, kurz später auch eines weiteren Nachrichtendienstes. Bei Bekanntwerden 2008 gab er dies zu, bestritt aber, auch als Zuträger aktiv gewesen zu sein, was ihm in Bezug auf die Solidarność vorgeworfen wurde. Nach Schulabschluss studierte er an der Fakultät für Ingenieurwesen im Bereich Sanitär an der Technischen Hochschule Breslau. Bereits während seines Studiums gründete er 1986 sein erstes Unternehmen, die Firma TAN (Hydrotechnik und Ingenieurwesen, speziell Unterwasserarbeiten). Er wurde schnell zum Hauptanteilseigner und verkaufte 1991 das Unternehmen an seinen Geschäftspartner. Er promovierte 1993 in Wirtschaftswissenschaft. Ein späteres Habilitationsverfahren scheiterte. Noch 1991 gründete er den Europäischen Leasing-Fonds (Europejski Fundusz Leasingowy, EFL), von dem er 2001 75 % an Crédit Agricole verkaufte. Bis 2003 hielt er 25 % an der entstandenen Credit Agricole Polska.
Im Jahr 2002 gründet er die Aktiengesellschaft Getin Holding S.A., die sich auf den Finanz-, Versicherungs- und Leasingmarkt spezialisiert. 2005/2006 kaufte er das aus den 1970er Jahren stammende Poltegor Centre, das damals höchste Gebäude im Zentrum Breslaus. An Stelle des Poltegor Centre ließ er den Sky Tower bauen, dessen Investor die LC CORP ist, eine weitere Holding Leszek Czarneckis.
2018 veröffentlichte die Gazeta Wyborcza Czarneckis Mitschnitt einer Unterredung zwischen ihm und dem hochrangigen polnischen Finanzmarkthüter Chrzanowski. Nach Darstellung Czarneckis belegten die Aufnahmen, dass ihm dieser gegen Bestechung eine laxere Aufsichtspolitik und die Entfernung eines bestimmten Kaders aus der Aufsichtskommission KNF angeboten hatte. Czarnecki brachte dies zur Anzeige, Chrzanowski kam für zwei Monate in Untersuchungshaft; ein Prozess wurde Ende 2023 eröffnet, die Öffentlichkeit aber kurzfristig ausgeschlossen.
Czarnecki ist in die sogenannte GetBack-Affäre um eine gleichnamige, 2013 in Breslau gegründete Anleihengesellschaft verwickelt. Mit Stand vom April 2024 wurde in dieser Causa gegen 131 Personen ermittelt; die Warschauer Staatsanwaltschaft forderte die Festnahme Czarneckis. Nach dem Regierungswechsel 2023 wurde das Teilverfahren gegen den mit Spitzenkadern der Platforma Obywatelska vernetzten Unternehmer aufgeschoben. Die Gesellschaft wurde 2021 in Capitea S.A. umbenannt. Die Staatsanwaltschaft geht von 9200 geschädigten Subjekten aus, Firmen wie  Privatpersonen, die insgesamt 3 Mrd. Złoty verloren haben.
Seit mehreren Jahren läuft ein Rechtsstreit zwischen Czarnecki und dem polnischen Staatsschatz um die Kontrolle der fusionierten Getin Noble sowie die der Idea Bank, welche unter Ägide der Regierung Morawiecki wegen Insolvenzgefahr restrukturiert wurden; erstere wurde anschließend von der amerikanischen Cerberus-Gruppe übernommen, letztere von der polnischen Bank Pekao. Einen 2025 in den Niederlanden, dem Sitz seiner Bankenholding LC Corp abgehaltenen Prozess verlor Czarnecki. Infolgedessen musste Czarnecki ein in London angestrengtes Schiedsgerichtsverfahren aufgeben. Das niederländische Gericht urteilte, dass LC Corp damit sowohl gegen nationales Zivilrecht, als auch EU-Recht verstoßen hatte. Czarnecki, der wie bereits früher unter anderem durch Roman Giertych vertreten wird, strebt eine Entschädigung von 1,5 Mrd. Złoty an.

## Unternehmen
- TAN Unternehmen für Hydrotechnik und Ingenieurwesen (Verkauf 1991)
- Europejski Fundusz Leasingowy S.A. (IPO im Jahr 2001, Verkauf an CA im Jahr 2002)
- TU Europa S.A. (IPO im Jahr 2000)
- Getin Holding S.A. (IPO im Jahr 2001)
- Noble Bank S.A. (IPO im Jahr 2007)
- LC Corp S.A. (IPO im Jahr 2007)
- Open Finance S.A.
- Home Broker S.A.
- Tax Care S.A.
- Getin Bank (Fusion mit Noble Bank im Jahr 2010 zur Getin Noble Bank)
- Idea Bank S.A.
- GetBack S.A. (2013, seit 2021 Capitea)

## Auszeichnungen
1998 wurde Leszek Czarnecki vom Wall Street Journal als einer der besten zehn europäischen Manager ausgezeichnet („The best CEO in Central Europe“). Im selben Jahr war er Gewinner des Wettbewerbes „Young Business Achiever“ in Beijing. 2004 kürte ihn die Financial Times zu einem der 25 „aufsteigenden Sterne im europäischen Business“.
2004 wurde er zum Ehrenmitglied im polnischen Verband der Leasingunternehmen ernannt. Im November desselben Jahres war er einer von vier Personen, die durch die Wirtschaftshochschule INSEAD und das französische Finanzministerium mit dem Titel „Unternehmer des Jahres in Osteuropa“ ausgezeichnet wurden.
2005 gewann er den angesehenen Lesław-Paga-Preis für herausragende Leistung und persönlichen Beitrag in die Entwicklung des polnischen Finanzwesens.
In den Jahren 2005, 2006 und 2007 wurde er zum Player of the Year in einer Aufstellung der polnischen Ausgabe des Forbes Magazine gewählt.
Im November 2009 wurde Leszek Czarnecki in einer Wahl, die durch Ernst & Young organisiert wurde, eine Ehrenauszeichnung als „Unternehmer des Jahres“ verliehen. Anlass für diese Auszeichnung war die Tatsache, dass Leszek Czarnecki in der härtesten Zeit der Wirtschaftskrise neue Arbeitsplätze geschaffen und nicht abgebaut hat.
Im selbigen Monat wurde ihm aufgrund einer Leserwahl durch die Wirtschaftszeitung Puls Biznesu der Titel „Unternehmer des Doppeljahrzehnts“ (seit Ende des Sozialismus) zugesprochen.
Im März 2010 wurde er von der Finanzzeitung Gazeta Finansowa mit dem Titel Finanzmann des Jahres 2009 ausgezeichnet.
Im Mai desselben Jahres zeichnete ihn die polnische Konföderation der privaten Arbeitgeber Lewiatan mit dem Andrzej Wierzbicki-Preis für seinen erzielten Erfolg im Geschäftswesen aus.
Die studentische Stiftung Forum Business Centre Club des BCC verlieh 2010 Leszek Czarnecki einen Preis für sein Engagement, dass zur Förderung und Entwicklung der Unternehmerschaft in Polen führte.
Leszek Czarnecki wurde in demselben Jahr durch die polnische Versicherungskammer eine Ehrenmedaille für die langjährige Unterstützung und Zusammenarbeit verliehen.
Im Januar 2011 kürte ihn die Wirtschaftszeitung Puls Biznesu zum Unternehmer des Jahres 2010. Eine weitere Auszeichnung wurde ihm durch das Warsaw Business Journal in der Kategorie „Business Leader of the Year“ verliehen.

## Soziales Engagement
Im Jahre 2009 fand die erste Ausgabe des Programms Przedsiebiorczość - inicjatywa Leszka Czarneckiego statt. Es handelt sich dabei um Diskussionsforen, die durch die anerkanntesten Universitäten in Polen organisiert werden und unter der aktiven Beteiligung von Leszek Czarnecki stattfinden.
In demselben Jahr startete der Wettbewerb „Ich studiere, arbeite, manage“. Damit ermöglicht er Jungunternehmern, mit ihm in eine Joint Venture Gesellschaft zu treten. Eine zweite Ausgabe dieses Wettbewerbs endete 2010 und eine dritte Ausgabe wurde 2011 gestartet.
Leszek Czarnecki ist außerdem der Gründer der LC Heart Stiftung, die ihre Tätigkeit im Jahr 2007 in Breslau begann. Die Stiftung hilft Kindern und Jugendlichen im Kampf um Chancengleichheit im Leben. Gegenwärtig trägt die Stiftung den Namen ihres Spenders (Fundacja Leszka Czarneckiego).

## Privat
Czarnecki ist seit 2008 mit einer TVN-Journalistin verheiratet. Er lebt zeitweise auf Malta.
Er ist ambitionierter Taucher und organisierte damit verbundene Reisen. Er besitzt außerdem eine Pilotenlizenz.

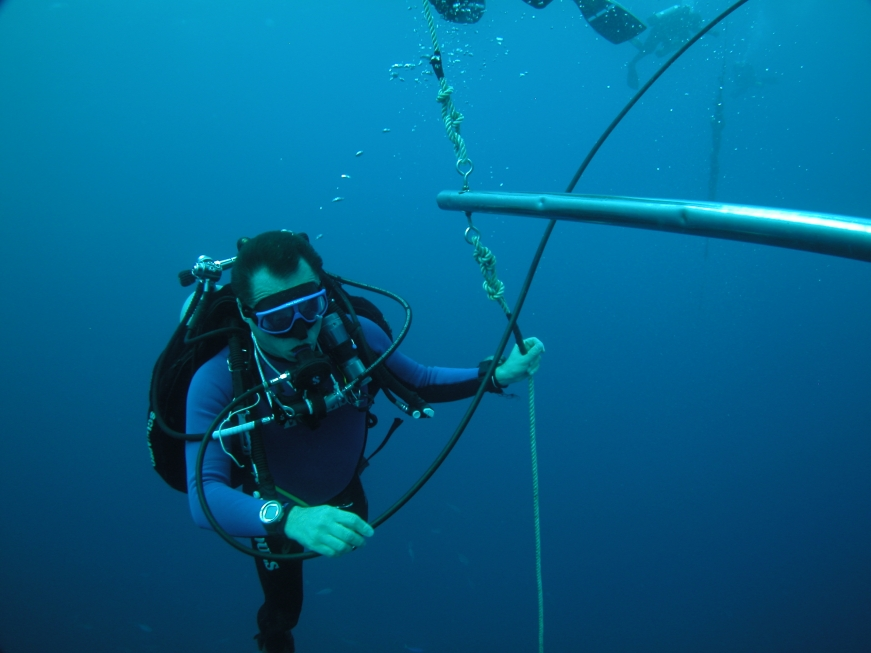
Leszek Czarnecki beim Tauchen auf dem Bikini-Atoll

Er hielt folgende Rekorde in Polen und der Welt:
- Polnischer Rekord in Höhlentieftauchen – 193 m in der Höhle Boesmansgat, Südafrika (2003)[28]
- Weltrekord im Höhlenlängentauchen – 17 km in den Höhlensystem Dos Ojos auf der Halbinsel Yukatán in Mexiko (2009). Dort verbesserte er seinen vorherigen Rekord von 14 km, den er im selben Höhlensystem im Jahr 2005 aufgestellt hatte.[29]

## Schriften
- Biznes po prostu. Emka, 2011. ISBN 978-83-62304-07-3
- Ryzyko w działalności bankowej - nowe spojrzenie po kryzysie. Emka, 2011. ISBN 978-83-62304-13-4
- Biznes po prostu. Następny krok (2012)
- Model DNA firmy (2015)
- Lider Alfa (2018)